# Mumford & Sons
Mumford & Sons er en indie rock/folk-gruppe fra Storbritannien som blev dannet i London i 2007. 
Deres første studiealbum Sigh No More udkom i 2009.
Medlemmer: 
- Marcus Mumford - vokal, guitar, trommer, mandolin
- Ben Lovett - vokal, keyboard, harmonika, trommer
- "Country" Winston Marshall - vokal, banjo, dobro
- Ted Dwane - vokal, kontrabas, trommer

## Diskografi

### Album
- 2009 Sigh No More
- 2012 Babel
- 2015 Wilder Mind
- 2018 Delta

### Singler
- 2009 "Little Lion Man"
- 2009 "Winter Winds"
- 2010 "The Cave"
- 2010 "Roll Away Your Stone"
- 2012 "I Will Wait"
- 2012 "Babel"